# Mastel
De mastel is een traditioneel Vlaams broodje, dat nu nog in een aantal bakkerijen en supermarkten in Oost-Vlaanderen te verkrijgen is, maar vroeger ook in Brussel, het Pajottenland en de Antwerpse Kempen gebakken werd.
Mastellen worden gemaakt op basis van bloem, melk, boter, suiker en kaneel. Ze zijn rond met een kuiltje in het midden en lijken daarom wat op een bagel of donut.
Een typisch Gentse bereiding is de zogenaamde 'gestreken mastel'. Een verse mastel wordt doorgesneden, aan beide kanten met boter en bruine suiker bestreken en vervolgens – tussen twee stroken aluminiumfolie – met een strijkijzer gestreken. Het resultaat is een platte koek met gekaramelliseerde suiker vanbinnen. Een mastel kan evengoed in een croque-monsieurijzer 'gestreken' worden.
Mastellen worden ook vaak gedroogd verkocht. Gedroogde mastellen worden na het bakken afgekoeld, gekeerd en gedroogd in een lauwe oven. 
In de omgeving van Gent worden elk jaar op 3 november, op de naamdag van Sint-Hubertus, gewijde mastellen verkocht. Volgens de traditie zouden deze jagers beschermen tegen hondsdolheid.